# Mistrovství Čech a Moravy 1900
Nel Mistrovství Čech a Moravy 1900, quinta edizione del torneo, si affrontarono in un unico scontro SK Slavia A e SK Slavia B. La sfida si concluse 9-1 a favore dell'SK Slavia A.

## Classifica finale
|   | Classifica     | G | V | N | P | GF | GS | DR | Pti |
| - | -------------- | - | - | - | - | -- | -- | -- | --- |
| 1 | Slavia Praga   | 1 | 1 | 0 | 0 | 9  | 1  | +8 | 2   |
| 2 | Slavia Praga B | 1 | 0 | 0 | 1 | 1  | 9  | -8 | 0   |